# Lunca Cernii de Jos
Lunca Cernii de Jos – wieś w Rumunii, w okręgu Hunedoara, w gminie Lunca Cernii de Jos. W 2011 roku liczyła 157 mieszkańców.